# Битка на Березини
Битка на Березини одиграла се од 26. до 29. новембра 1812. године, између Наполеона Бонапарте и руске војске под вођством Михаила Кутузова, Петра Витгенштајна и адмирала Павела Чичагова. Наполеон се повлачио након неуспешне инвазије на Русију и дошао у сукоб са руским снагама прелазећи преко реке Березине (код Барисава, у Белорусији). Битка се завршила нерешеним исходом. Французи су претрпели огромне губитке, али су успели да пређу реку и избегну да буду заробљени. Од тада је израз березина у француском језику постао синоним за катастрофу.

## Позадина
Руска војска је искористила повлачење преживелих маса Велике армије и њихов покушај да се докопају сигурности западног света да их опколи и одсече.
Французи су претрпели пораз две недеље раније за време битке код Красног. Међутим, појачања која су била смештена у близини Березине за време Наполеоновог иницијалног напретка кроз Русију повећала је бројчану снагу Велике армије на око 30.000 до 40.000 борбено способних француских војника, као и 40.000 небораца. Руси су имали око 61.000 војника у Березини и још 54.000 под Кутузовим, око 65 километара источно, који су напредовали ка реци.

## Битка и прелаз
Наполеонов план је био да пређе реку Березину и крене ка Пољској, док су његови непријатељи желели да га тамо ухвате и униште. Првобитни план за прелазак преко залеђене реке брзо се показао немогућим, јер се обично замрзнута пловна путања отопила и била је непроходна.
Оближњи мост код Барисава је био уништен, а већина опреме за изградњу понтонског моста је уништена неколико дана раније. Међутим, командант опреме за премошћавање, генерал Жан Батист Ебле, није послушао Наполеонову ранију заповест да напусти опрему, већ је задржао кључне ковнице, алате за дрвени угаљ и сапун и тако му је само требала заштита од Чичаговљеве силе на крајњој западној обали реке.
Маршал Удино је добио задатак да анулира адмирала и крене према југу. План је функционисао, а Еблеови холандски инжењери храбро су се борили против хладне воде да би изградили витални мост дуг сто метара. Смрт као последица хипотермије била је вероватна за мање од тридесет минута. Четири швајцарска пешадијска пука деловала су као стража. Коњица је брзо прешла, а затим је пешадија задржала мост. Швајцарци су претрпели страшне губитке (од четири швајцарска пука Удиновог корпуса преживело је само 300 војника), али су успели покрити оба положаја и повући се. Швајцарски херојски положај спасио је већину француских трупа.
Друга структура је отворена за неколико сати и преко ње су пребачени топови како би ојачали обрамбену позицију. Стигли су баш на време, пошто је Чичагов схватио своју грешку и напао 11.000 француских војника.
До поднева 27, Наполеон и његова царска гарда су прешли преко, а стратегија се сада окренула ка спашавању швајцарског реда, који се борио против Витгенштајнове војске.
Један од распона пропао је у касним поподневним сатима, али је поправљен до ране вечери захваљујући инжењерској вештини. Корпус маршала Давуа и принца Ежена прешао је, остављајући IX корпус маршала Виктора-Перина да задржи непријатеља на источној обали.
Повећавши своју ватрену моћ артиљеријом преко реке, Виктор је издржао све до поноћи, када су његове снаге успеле да се придруже својим колегама, гурну Чичагова у страну и наставе повлачење у Француску. Међутим, линије 125ог и 126ог линијског пука, састављене углавном од холандских војника, бориле су се док се није наређено да се предају, а преживели су одведени у ропство.

## Жртве
Постоје значајна неслагања у погледу броја жртава на обе стране. Док је око 22.000 француских војника страдало, међу њима је био и велики број заосталих војника, од којих су многи били цивили. Већу процену даје историчар Жак Гарниер, који француске губитке процењује на 25.000 бораца, 25 топова и 20.000 цивилних луталица, од којих је око 10.000 масакрирано од стране Козака. Руске жртве су такође биле велике. Иако их је веома умерена руска процена из 19. века проценила на 6.000, оне су вероватно износиле 20.000 жртава. Историчар Алан Пижард нуди умерене бројеве (само борци): између 13.000 и 16.000 Француза (2000 убијених, 7.000-10.000 рањених, плус читава Партунова дивизија убијена, рањена или заробљена) и 13.000 Руса (10.000 мртвих или рањених, 3.000 заробљеника на десној обали). Међу француским жртвама су и три генерала и четири пуковника који су убијени током ове битке. Пижардова процена одражава новија истраживања, при чему већина модерних историчара процењује Француске губитке на око 15.000 бораца и 10.000 заосталих војника. Руски губици су обично процењнивани на до 15.000 бораца. Према модерној руској енциклопедији, руска војска је изгубила од 8.000 до 15.000 убијених, рањених и затворенх војника током четири дана; Француске жртве су биле од 25.000 до 40.000. Ричард К. Рин је проценио француске губитке на око 30.000, од којих је већина била заосталих војника, а стварни губици били су релативно мали са око 10.000 француских и 14.000 Руса.

## У популарној култури
Битка код Березине је приказана у филму Рат и мир из 1956. године. Изградња моста преко Березине описана је у роману Онора де Балзака, Сеоски доктор.

## Галерија
- Прелазак Березине, Фелициан Мирбах
- Прелазак преко Березине, Јозеф Рејмонд Фурнир-Сарловезе
- Прелазак реке Березине 17. новембра 1812. године, Петер фон Хес
- Прелазак преко Березине 1812, Јан Хојнцк ван Папендрехт
- Прелазак преко Берензине, Јулиан Фалат
- Прелазак преко Березина, непознати аутор